# Pentti Hiidenheimo
Pentti Heikki Hiidenheimo, jusqu'en 1906 Bengt Henrik Törnström (né le 29 janvier 1875 à Vihti et mort le 16 février 1918 à Nummi) est un agriculteur finlandais et député du parti finlandais. 

## Biographie
Pentti Hiidenheimo est le fils de l'agriculteur et le directeur financier Sven Israël Törnström et de Karolina Kristina Tolpo, fille de l'homme d'État Gabriel Tolpo. 
Son frère est l'agriculteur et député Artturi Hiidenheimo. 
Pentti Hiidenheimo fréquente l'école primaire et l'école agricole de Harju en 1893–1895. À partir de 1899, Pentti Hiidenheimo cultive le domaine de Jakova qu'il a acheté à Nummi en 1898.
En 1914-1917, Pentti Hiidenheimo est député du parti finlandais, représentant la circonscription d'Uusimaa. 
Durant dix années, Pentti  Hiidenheimo est membre du conseil d'administration de la société Pellervo (fi) .
Il contribue aussi à la création de la laiterie coopérative de Nummi et à son  développement et il siège au conseil d'administration de l'Association de gestion forestière Tapio. 
Il fonde l'Association mutuelle des agriculteurs contre les incendies de forêt.
Pentti Hiidenheimo est assassiné par les rouges pendant la guerre civile finlandaise en février 1918.